# Залісовський округ
Залі́совський округ (рос. Залесовский округ) — муніципальний округ у складі Алтайського краю Російської Федерації.
Адміністративний центр — село Залісово.

## Історія
Залісовський район утворений 1924 року.
2022 року Залісовський район перетворено в Залісовський муніципальний округ, при цьому були ліквідовані усі сільські поселення:
| Поселення                      | Площа, км² | Населення, осіб (2002) | Населення, осіб (2010) | Населення, осіб (2019) | Центр          | Населені пункти |
| ------------------------------ | ---------- | ---------------------- | ---------------------- | ---------------------- | -------------- | --------------- |
| Великокалтайська сільська рада | 337,64     | 846                    | 651                    | 465                    | Великий Калтай | 2               |
| Борисовська сільська рада      | 283,62     | 1283                   | 1012                   | 774                    | Борисово       | 3               |
| Думчевська сільська рада       | 174,99     | 777                    | 657                    | 588                    | Думчево        | 2               |
| Залісовська сільська рада      | 351,24     | 8306                   | 7534                   | 7852                   | Залісово       | 2               |
| Кордонська сільська рада       | 960,89     | 919                    | 721                    | 523                    | Кордон         | 1               |
| Пещерська сільська рада        | 377,45     | 1689                   | 1443                   | 1140                   | Пещерка        | 2               |
| Тундріхинська сільська рада    | 298,04     | 983                    | 723                    | 507                    | Тундріха       | 3               |
| Черьомушкинська сільська рада  | 313,16     | 1797                   | 1447                   | 1227                   | Черьомушкино   | 5               |
| Шатуновська сільська рада      | 177,53     | 1114                   | 886                    | 793                    | Шатуново       | 2               |

## Населення
Населення — 13869 осіб (2019; 15074 в 2010, 17714 у 2002).

## Населені пункти
| №  | Населений пункт               | Населення, осіб (2002) | Населення, осіб (2010) |
| -- | ----------------------------- | ---------------------- | ---------------------- |
| 1  | Борисово, село                | 897                    | 749                    |
| 2  | Великий Калтай, село          | 550                    | 427                    |
| -  | Верх-Бобровка, село           | 0                      | -                      |
| 3  | Відоново, село                | 331                    | 174                    |
| 4  | Восход, село                  | 34                     | 19                     |
| 5  | Гуніха, село                  | 268                    | 183                    |
| 6  | Думчево, село                 | 671                    | 601                    |
| 7  | Залісово, село                | 7999                   | 7290                   |
| 8  | Запливіно, село               | 303                    | 229                    |
| 9  | Захарово, село                | 106                    | 56                     |
| 10 | Калиновка, селище             | 91                     | 37                     |
| 11 | Комишенка, село               | 17                     | 6                      |
| 12 | Кордон, село                  | 919                    | 721                    |
| 13 | Малий Калтай, село            | 164                    | 132                    |
| 14 | Муравей, селище               | 307                    | 244                    |
| 15 | Нікольський, селище           | 164                    | 95                     |
| 16 | Пещерка, село                 | 1421                   | 1260                   |
| 17 | Пролетарська Крепость, селище | 222                    | 168                    |
| 18 | Талиця, село                  | 296                    | 224                    |
| 19 | Тундріха, село                | 650                    | 480                    |
| 20 | Усть-Каменка, селище          | 30                     | 14                     |
| 21 | Черьомушкино, село            | 1251                   | 1116                   |
| 22 | Шатуново, село                | 1023                   | 849                    |